# Valdivienne
 Valdivienne  es una población y comuna francesa, situada en la región de Poitou-Charentes, departamento de Vienne, en el distrito de Montmorillon y cantón de Chauvigny.
La comuna de Valdivienne se creó en 1973 por la fusión de Morthemer, Salles-en-Toulon y Saint-Martin-la-Rivière. La Chapelle-Morthemer se adhirió en 1974 y tiene estatuto de commune associée.

## Demografía
| 2347 | 2071 | 1943 | 1955 | 1918 | 2308 |
| Para los censos de 1962 a 1999 la población legal corresponde a la población sin duplicidades (Fuente: INSEE [Consultar]) |      |      |      |      |      |

La Chapelle-Morthemer (commune associée) tenía 85 habitantes en 1999.